# علی‌اکبر صفائیان
علی اکبر صفائیان (زادهٔ ۱ فروردین ۱۳۲۶ در سنگسر) نقاش و مجسمه ساز اهل ایران است.

## زندگی‌نامه
علی اکبر صفائیان در سنگسر ایران متولد شد.  وی تحصیلات هنری خود را در هنرستان کمال الملک تهران و زیر نظر استادانی چون حسین شیخ، مهدی ویشکایی، بهرام عالیوندی و رفیع حالتی در رشته نقاشی و در مجسمه‌سازی، آناتومی و پرسپکتیو  گذراند.
بعد از اتمام تحصیلات خود در ۱۳۴۸ به عنوان یک نقاش و مجسمه‌ساز آزاد در تهران شروع به زندگی کرد و اولین نمایشگاه انفرادیش را سال ۱۳۴۹ در خانه آفتاب برگزار کرد. وی تاکنون در بیش از ۱۰۰ نمایشگاه انفرادی و دسته جمعی شرکت داشته و با گالری سیحون همکاری مداوم داشته‌است.
علی اکبر صفائیان از سال ۱۳۵۶ سفرهایی به پاکستان، افغانستان، هند، نپال و ایتالیا کرد. وی از سال ۱۳۵۸ تا ۱۳۶۰ در پاریس زندگی و کار می‌کرد سپس به ایران بازگشت و از سال ۱۳۶۵ در آلمان زندگی می‌کند.

## کارهای هنری
علی اکبر صفائیان به عنوان یکی از هنرمندان مدرن ایران محسوب می‌شود. او در کارهایش از دنیای فانتزی شعر، ادبیات عرفانی ایران وهمچنین موضوعات اجتماعی مانند جنگ، مقاومت و رابطه بین انسان و ماشین تأثیر می‌پذیرد. مراحل خلاقانه کارهایش پرسش مربوط به ماهیت چیزها را مطرح می‌کند. به گفته وی، هنر، تلاش برای «رسیدن به هستی» است.
نقاشی‌ها و مجسمه‌های او، به ویژه در دهه ۱۹۷۰، دگرگونی و اتحاد عناصر انسانی، حیوانی وارگانیک را نشان می‌دهد.
آثار صفائیان را بهروز سور اسرافیل (منتقد هنری روزنامه آیندگان)  «سورئالیسم ایرانی» خوانده است.
جواد مجابی منتقد هنری و نویسنده در «نود سال نوآوری در هنر تجسمی ایران» (تهران، نشر پیکر ۱۳۹۵) می‌نویسد:
"صفائیان یکی از مهمترین هنرمندان دهه ۵۰ است. درجریان اولین نمایشگاهش نقدی بر آثار علی اکبر صفائیان درروزنامه اطلاعات نوشتم. در این نقد حضور نقاشی تازه‌نفس را نوید دادم که شنگولانه خیالات شگرف می‌آفریند. مضمون غالب تابلوهایش، انسان و طبیعت در نوعی به هم آمیختگی عاشقانه نشان داده می‌شود.
انسان در این تابلوها با گل و گیاه و خاک و دریا و کوه عجین است؛ جزئی از طبیعت است نه در برابرش یا مسلط بر آن. زن از متن برکه، از درون گل، از افق آسمان، طالع می‌شود، مرد از دشت می‌روید، به کوه تکیه داده و سر در آسمان، افراشته. دست مرد، گل می‌شود، بدن زن به درختی بدل می‌گردد، زنان و مردان از آب و خاک و باد بر می‌آیند، در آن عجین می‌گردند، با آن طبیعت مادر یگانه می‌شوند، حکایت هستی خود را به زبان رنگ‌های پرجلا و بازی‌های هوش ربای خطوط و سطح‌های درهم شونده، باز می‌نمایند.
خانه آفتاب با گزینش آثار صفائیان، برای یک نمایشگاه، نقاش جوان پرتوانی را به ما معرفی کرده که اولین گام‌های خود را جسورانه برداشته است."
نقاشی‌های نیمه اول سالهای ۱۳۵۹ علی اکبر صفائیان همچنین مسائل اجتماعی را بازتاب می‌دهد. در آن، او با موضوعاتی مانند جنگ، مقاومت و ریشه‌های اجتماعی و عاطفی انسان برخورد می‌کند. آثار مهم این مرحله، تابلوهای نقاشی جنگ و صلح است. بعدها، علی اکبر صفائیان، کار خود را علاوه بر نقاشی و مجسمه‌سازی به تکنیک‌های آمیخته ونقش برجسته اختصاص می‌دهد. از جمله مجموعه‌های نقش برجسته‌های "میراث زمین" (۱۳۸۷تا۱۳۸۳) و مجموعه‌های نقش برجسته‌های "میراث" (از۱۳۸۷). مجموعه‌های نقش برجسته‌های "میراث زمین" و "میراث" ساختار انتزاعی دارند. نقش برجسته‌های "میراث" در مقایسه با نقش برجسته‌های "میراث زمین" تک رنگ است. این آثار بر خلاف دوره آغازین و میانی هنرمند فیگوراتیو نیستند.
کارهای علی اکبر صفائیان علاوه بر نقش برجسته، نقاشی، مجسمه‌سازی و چاپ دستی (etching) و میناکاری نیز می‌باشد.

## اشعار
"بانو سنجاقک بنفش“ کتاب شعر، علی اکبر صفائیان، ۱۳۸۷ فارسی انگلیسی، انتشارات "پژواک کیوان" تهران 
"این جا ایران است“ مجموعه اشعار، ۱۳۹۱، بخشی از اشعار علی اکبر صفائیان، آلمانی، "انتشارات سوژه" 